# Малий Ляждур
Малий Ляжду́р (рос. Малый Ляждур, марій. Изи Лаждӱр) — присілок у складі Куженерського району Марій Ел, Росія. Входить до складу Юледурського сільського поселення.

## Населення
Населення — 97 осіб (2010; 90 у 2002).
Національний склад (станом на 2002 рік):
- марійці — 99 %